# Luca Leggiero
Luca Leggiero (Monopoli, 11 novembre 1984) è un giocatore di calcio a 5 italiano, campione europeo con la nazionale italiana nel 2014.

## Carriera
Proveniente dal calcio, nella cui disciplina disputò un campionato in Eccellenza con la maglia del Monopoli, nel 2004 partecipa a un torneo estivo di calcetto al termine del quale decide di mettersi alla prova nel calcio a 5 con la maglia della Virtus Monopoli. Nell'estate del 2011 approda allo Sport Five Putignano, nella massima serie del calcio a 5, guadagnandosi anche la convocazione in nazionale. Nel novembre del 2012 partecipa con la nazionale italiana alla FIFA Futsal World Cup 2012 in Thailandia dove ottiene la medaglia di bronzo, realizzando nel corso del torneo anche una rete, nel match contro il Messico. Il 3 dicembre 2012 approda al Pescara. Nel 2014 si laurea campione d'Europa con l'Italia, battendo in finale per 3-1 la Russia.

## Palmarès

### Competizioni nazionali
- Campionato italiano: 1

Pescara: 2014-15
- Coppa Italia: 2

Pescara: 2015-16, 2016-17
- Supercoppa italiana: 1

Pescara: 2015

### Competizioni internazionali
- Campionato d'Europa: 1

Belgio 2014